# Louis Abel-Truchet
Louis Abel-Truchet, eigentlich Louis-Abel Truchet, (* 29. Dezember 1857 in Versailles, Département Yvelines; † 9. September 1918 in Auxerre, Département Yonne) war ein französischer Maler der Belle Époque.

## Leben
Abel-Truchet war Schüler von Jean-Joseph Benjamin-Constant und Jules-Joseph Lefebvre an der Académie Julian. Ab 1891 folgten erste Ausstellungen. Er gehörte zu den Gründungsmitgliedern der Société du Salon d’Automne und war einer der ersten Künstler, welche auf deren Herbstausstellungen zu sehen waren. 1910 wurde Abel-Truchet Mitglied der Société nationale des beaux-arts. 
Abel-Truchet war Landsmann und Zeitgenosse von Malern wie Eugène Galien-Laloue, Jean-Louis Forain und Théophile-Alexandre Steinlen. Seine Sujets umfassten Nachtansichten von Montmartre, Straßenszenen von Venedig, Padua, Marseille, Monte Carlo, Avignon und Tunis.
1907 gründete Abel-Truchet u. a. zusammen mit seinem Kollegen Louis Vallet in Paris die Société des humoristes. 
Bei Ausbruch des Ersten Weltkriegs verpflichtete er sich 1914 freiwillig als Leutnant eines Pionier-Regimentes, des 1er régiment du Génie. Im September 1918 starb er an den Folgen einer Kriegsverletzung.
Der Kunstmarkt bewertet ihn niedrig: 2007 wurden bis zu 24.000 US-Dollar  für eine seiner Pariser Straßenszenen gezahlt.

## Ehrungen
- Croix de guerre
- Die Rue Abel-Truchet in Paris (17. Arrondissement) wurde ihm zu Ehren benannt
- 1911 Ritter der Ehrenlegion

## Werke

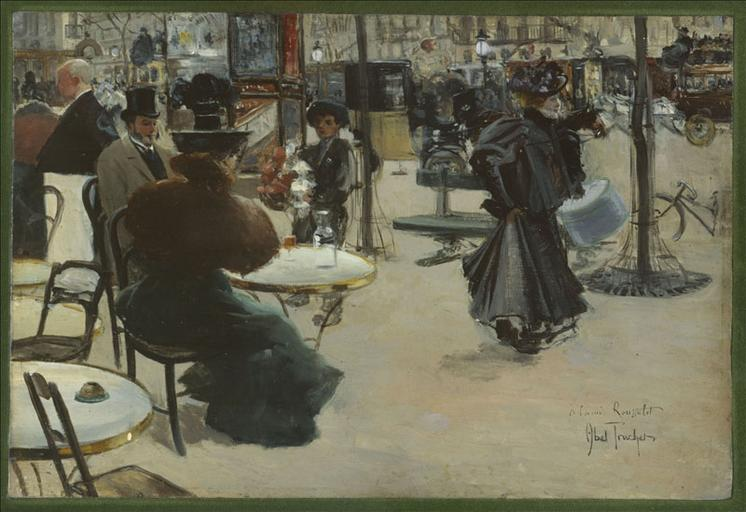
Scène de rue (Straßenszene) Ende 19. Jahrhundert Musée Carnavalet, Paris
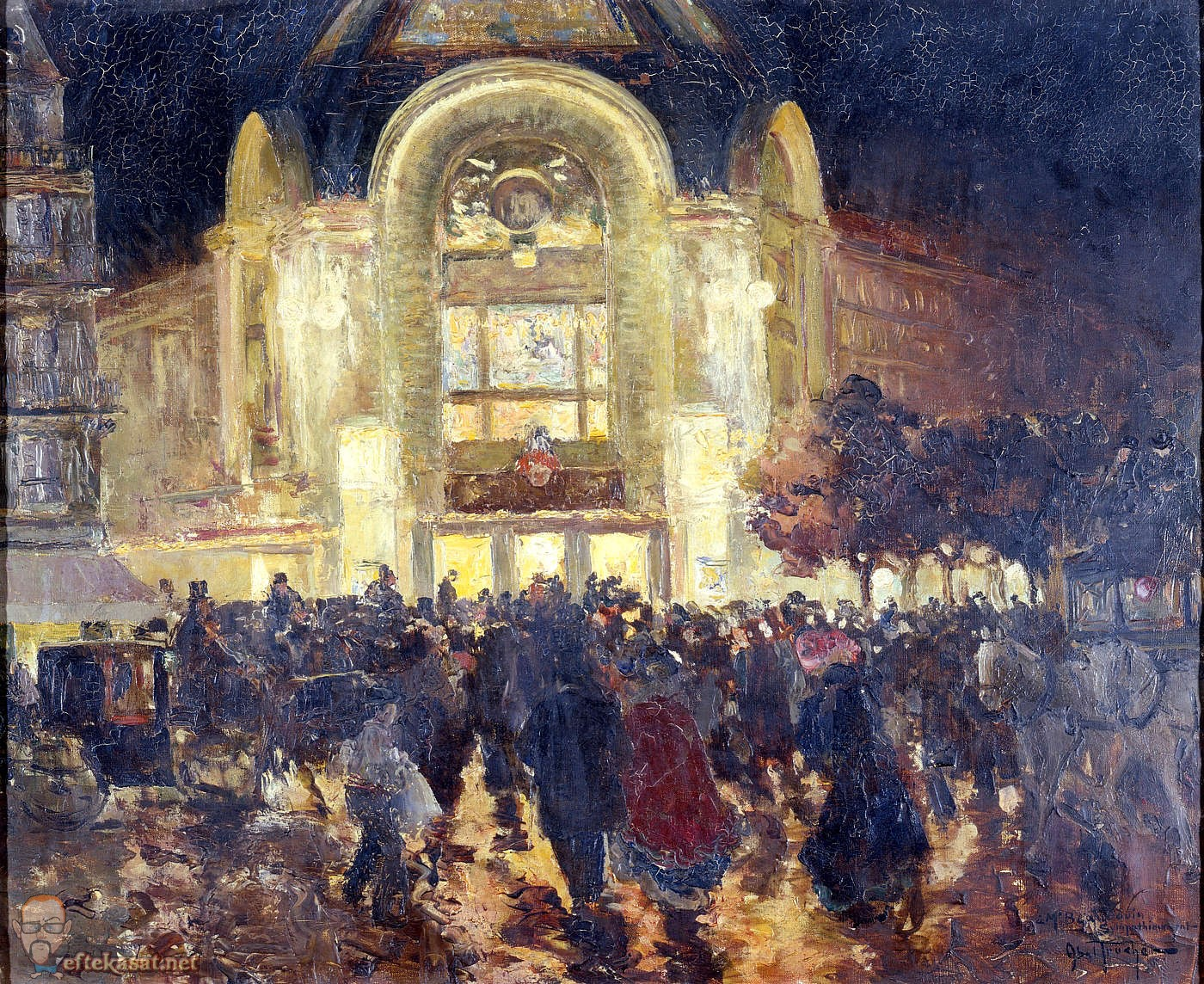
Le Gaumont Palace illuminé dans la nuit (Das beleuchtete Kino Gaumont Palace in der Nacht) 1911 Musée Carnavalet, Paris
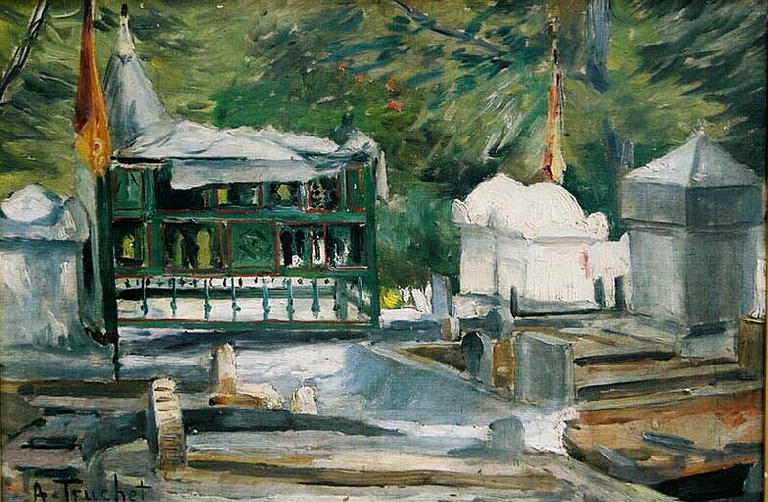
Vue du cimetière Saïd-Ahmed-el-Kébir à Blida (Ansicht des Friedhofs Saïd-Ahmed-el-Kébir in Bilda) Ende 19. Jahrhundert Musée des Beaux-Arts, Pau
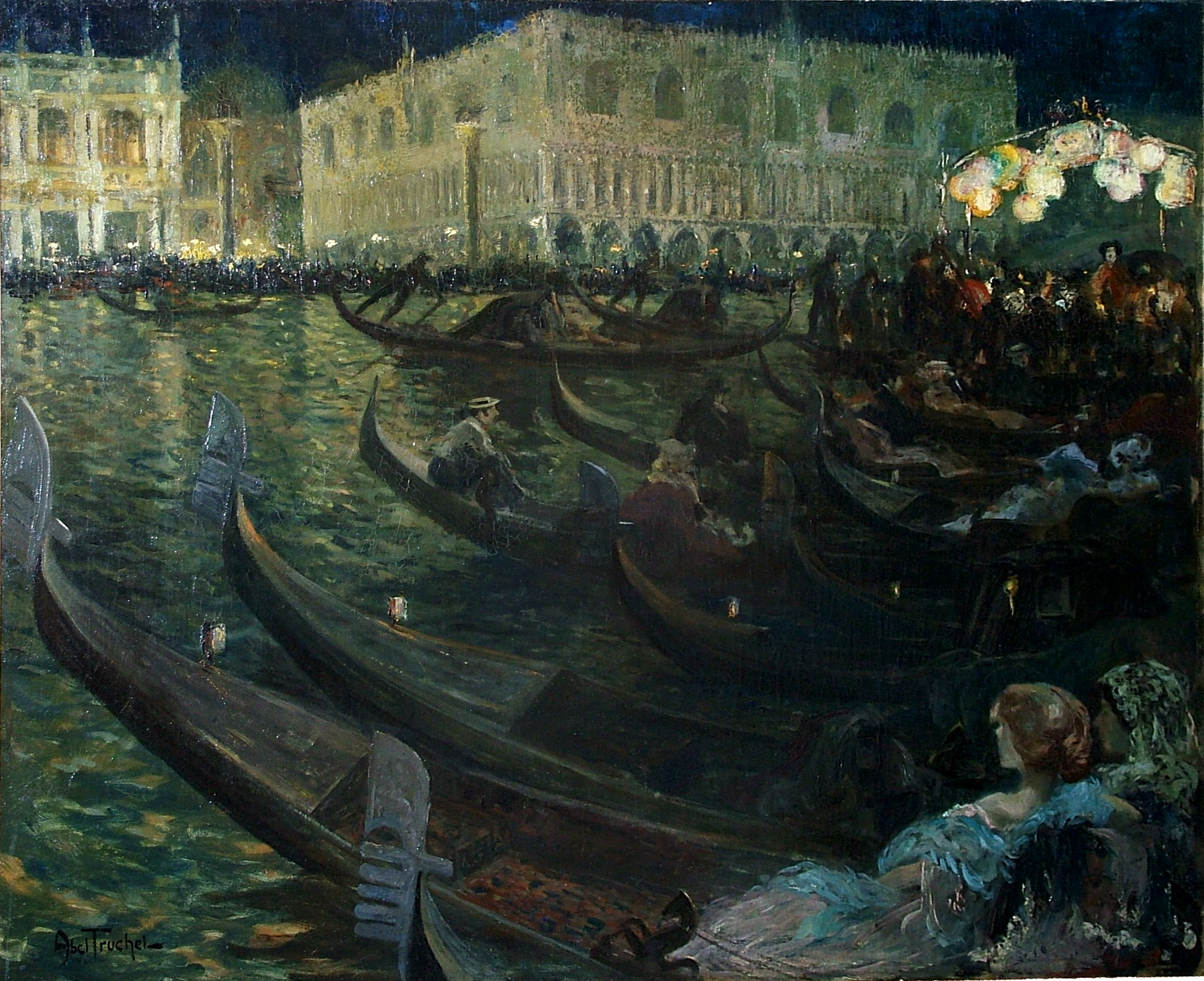
La Festa Del Redentore, Venice (Fest des Erlösers, Venedig) undatiert Collection of Fred and Sherry Ross, USA